# Mineralna voda

Mineralna voda oziroma slatina je voda iz mineralnega izvira. Vsebuje različne minerale, kot so soli ter sulfatne spojine. 
Mineralna voda je lahko gazirana (s kemijsko reakcijo ) ali negazirana (brez kemijske reakcije).
Tradicionalno se mineralne vode uporablja ob njihovih izvirih. Uporablja se jo za terme, za javna kopališča ali pa služi za pitje v vodnem vodnjaku. Vodo stekleničijo za prodajo. Izraz terme se je uporabljal za mesto kjer je bila mineralna voda izčrpana ter v kateri so se ljudje kopali. Kopel je mesto kjer je mineralna voda uporabljena predvsem za kopanje, za terapevtske namene ali za rekreacijo. Vodnjak je mesto kjer se voda skladišči ter je pripravljena za zaužitje. 
Turistični centri so že v antičnih časih zrasli okoli izvirov mineralne vode. Kot na primer na Madžarskem, Hisarya v (Bolgariji), Bílina (Češka republika), Vichy (Francija), Jermuk (Armenija), Yessentuki (Rusija), Spa (Belgija), Krynica-Zdrój (Poljska), žveplo (kopeli Tbilisi, Republike Gruzije) Bath (Anglija), ali Karlovy Vary (Češka), Myrhorods'ka (Ukrajina), Rimski vrelec (Slovenija). Večji vrelci so predvsem v Rogaški Slatini in Radencih. Manjši vrelci pa so še v drugih krajih npr. na: Zgornjem Jezerskem (izvir Jezerske slatine v Ravnu), Logarski dolini (Železna voda) in drugje. V Rominiji se nahaja več kot tretjina vseh evropskih mineralnih in termalnih vrelcev, zato se okoli njih že od starega veka gradijo mesta. Turistični razvoj je botroval k zgradnji termalnih mest ter vodnih hotelov.
V modernih časih, je vse bolj pogosta uporaba mineralne vode v obliki ustekleničene vode, namenjene pitju. Prihajanje na mesta za neposreden dostop do mineralne vode je v modernem času nepogosto, ter v določenih primerih ni možno ( zaradi gospodarskih lastninskih pravic ). Na svetu obstaja več kot 3000 različnih blagovnih znamk mineralne vode. Več kot ima voda raztopljenih magnezijevih in kalcijevih ionov bolj je trda voda. Voda z manj kalcijevih ter magnezijevih raztopljenih ionih pa je tako imenovana mehka voda.
Ameriška administracija za hrano in zdravila, klasificira mineralno vodo pod pogojem da ima najmanj 250 razstopljenih soli na milijon, ki izvirajo iz geoloških in fizično varovanih podzemnih voda. Mineralni vodi se naknadno ne sme dodajati nikakršnjih mineralov. Vendar pa se izraz mineralna voda v mnogih krajih uporablja za vsako gazirano vodo razen navadne vodo.